# Religions algonquiennes
 (décembre 2019).
Avant la colonisation européenne des Amériques, les peuples parlant les langues algonquiennes s'étendaient de la côte est de l'Amérique du Nord jusqu'aux Montagnes Rocheuses. Ils partageaient des croyances et des rituels qui constituent les religions algonquiennes.

## Le calendrier algonquien
Le calendrier algonquien comprend plusieurs cérémonies et danses pour marquer les temps :
- Cérémonie de la mi hiver : le nouveau cycle commence au milieu de l’hiver.
- Le Temps du sirop d’érable marque la fin du printemps.
- La Danse du Tonnerre qui honore la faune marine marque le début de l’été.
- La Danse de la Lune, au solstice d’été, honore la Grand-mère ancestrale et toute vie féminine.
- Le Temps des framboises, en été, est le temps de commémoration de la santé et de la cueillette des plantes médicinales.
- La Cérémonie des semailles célèbre les forces de la fertilité.
- La Danse du haricot, à la mi été.
- la Danse du maïs vert.
- La Danse des récoltes pour célébrer l’abondance des produits de la terre.
- La Danse de la Lune en honneur à la Grand-mère en début d’automne.
- La cérémonie de la Fin des Saisons prépare le prochain cycle.
- La danse du réveil pour aider les aînés qui se font vieux. Cette danse leur permet de profiter du meilleur plaisir de vie ce qui se fait de plus en plus difficile. Cette danse est un merveilleux signe de solidarité envers ceux qui perpétuent la tradition orale et qui enseignent tous les savoir et croyances du peuple aux nouvelles générations.

Les Algonquins, divisaient l’année en deux cycles : l'un, froid sombre et stérile, sous la tutelle du Géant Windigo aux cornes de cerf, et l'autre, chaud, clair et fertile, sous l’égide de la petite fée de l’Étoile du Matin, Winonah (Wabanana/Wapananah), reine du petit peuple des papillons, des insectes et des esprits des lieux. Pour les Amérindiens, le temps était compté en lunes. Autre détail intéressant, les medawiwin algonquiens possédaient des signes ou écritures magiques. La terminologie varie quelque peu selon les langues et les dialectes.

## Les rituels
Dans les religions algonquiennes, on distingue deux principaux rituels : la tente à sudation et la tente tremblante. Ce second rituel semble avoir totalement disparu. Ces deux rituels visaient particulièrement à accroître l'efficacité de la chasse.

### La tente à sudation
Chez les Algonquiens, la hutte ou tente à sudation (en anglais : sweat lodge) est un sauna rituel. Dans l'acceptation générale, cette cérémonie permettait de parler directement aux esprits, ou plus simplement, elle donnait une occasion de parler et de partager les émotions, positives comme négatives. 
Des pierres sont chauffées dans un feu extérieur puis placées dans le sol de la hutte à l'intérieur d'un puits central. Parfois arrosées pour créer de la vapeur d'eau, les pierres produisent une chaleur faisant transpirer les participants à la cérémonie qui ont pris place à l'intérieur de la hutte.

### La tente tremblante
Dans le rituel de la tente tremblante, le ka. kwuha. pa. tak (qu'on appellerait communément chaman) et d'autres participants pénètrent dans la tente. Les participants croyaient que la tente préparée à cet effet tremblait sous l'effet d'esprits qui y venaient à la rencontre des humains, comme les esprits-maîtres des animaux. Le pouvoir de créer une tente tremblante devait être transmis par une personne de la famille qui possédait déjà ce don. Toutefois, il était nécessaire d'avoir un intermédiaire humain pour le transmettre et un intermédiaire spirituel, qui était son esprit protecteur personnel, son mitsa. pe. w. Celui-ci transmettait le pouvoir de rendre la tente tremblante par le biais d'un songe. Les missionnaires chrétiens étiquetèrent rapidement le rituel de la tente tremblante avec le qualificatif de "démoniaque" et contribuèrent largement à sa disparition.

### Autres rites

#### Le tambour
D'autres rituels étaient pratiqués par les chasseurs. Par exemple, le chasseur gardait un tambour avec lui pour en jouer mais également pour y visualiser l'emplacement des bêtes que l'on désirait trouver. Après avoir utilisé le tambour, le chasseur devait manger le tambour en guise de remerciement, et s'il avait encore faim, il pouvait manger la bête tuée.

#### Le chant
Le chant est très important dans la ritualité algonquienne. La même phrase est répétée plusieurs fois, habituellement dirigée vers l'animal qu'on veut atteindre dans la chasse. Le chant est conceptualisé comme un canal permettant au pouvoir spirituel d'atteindre une cible donnée. Le chasseur chante ses rêves, car il croit que ce rituel les amènera à devenir réalité. On chante habituellement en jouant du tambour.

## La conception du monde spirituel

### Les esprits-maîtres des animaux
Les Algonquiens croyaient que, s'ils faisaient bonne chasse, c'était grâce aux esprits-maîtres des animaux. Ils s'adressaient donc à ces esprits-maîtres, afin de pouvoir trouver du gibier. Ils croyaient que c'était l'esprit-maître associé au type d'animal chassé qui l'amenait vers eux. S'ils n'arrivaient pas à trouver suffisamment de quoi se nourrir, ils croyaient qu'ils avaient offensé ces esprits-maîtres par un comportement inapproprié envers la nature. Ils devaient utiliser l'animal chassé dans toute son entièreté, sans rien gaspiller de sa carcasse, et ne chasser que pour combler leurs besoins.

### L'esprit protecteur ou mitsa.pe.w
Les Montagnais croient que chacun d'entre eux a un esprit protecteur. Traditionnellement, à l'adolescence, l'enfant doit se retirer en forêt, afin de jeûner pour que lui soit révélée l'identité de son esprit protecteur ou mitsa. pe. w, qui revêt une forme animale. S'il respecte la nature, il pourra être plus près de son esprit protecteur, qui lui fera plus facilement des révélations par le biais de songes.

## Le rôle du chaman
S'il est une figure connue à propos des religions amérindiennes, c'est bien celle du chaman. Les religieux algonquiens sont qualifiés de Metewa (> medaw, litt. : « mystique », « celui qui participe à un culte mythique » en vieil Algonquien). Les Abénakis disent Medawlinno // Medawinno, pl. : medawlinnoak, pour « magicien » ou « personne de pouvoir », c'est-à-dire « sorcier », « chamane » ; le Medawlinnoid étant celui qui a un statut de Medawinno. La femme chamane se dit : Medawlinno-skwa (pl. : Medawlinno-skwak). 
Cependant, "chaman" ou "sorcier" ne sont pas des termes qui traduisent tout à fait correctement le personnage en question. Le terme montagnais pour celui que l'on désigne comme étant un chaman est ka. kwuha. pa. tak. Il n'est pas un chef religieux comme tel. Littéralement, le chaman est "celui qui est imprégné de l'esprit".

## La place du rêve
Le rêve a une signification particulière dans la croyance algonquienne. Si une personne a rêvé d'une chose, elle devra inévitablement se produire. Par exemple, si un chasseur rêve qu'il chassera un animal, il croit que cela arrivera. Pour celui-ci, il est nécessaire de rêver qu'il trouvera un animal, s'il veut en trouver un.

## Mythes algonquiens

### Tshakapesh
Le mythe de Tshakapesh fait partie des récits montagnais-naskapi. Puisque les Algonquiens n'ont adopté l'écriture que très tardivement, pendant longtemps, le mythe fut transmis oralement par des conteurs. Ceci explique que l'on trouve différentes versions du même mythe. En tout, on retrouve 7 variantes du mythe de Tshakapesh.

### Esprits Algonquiens
- Chibiabos : (Micmac), frère du héros Nenabush,
- Gitche Manitou : (Algonquien), devenu le Grand Esprit, l'Être Suprême avec l'influence du christianisme.
- Gluskap : (Micmac), être créateur envoyé sur terre, la force créatrice du monde ; dans un autre domaine culturel, il est semblable au Brahma Hindou.
- Manitou : Manetowa, Esprit, l'un des noms des esprits les plus importants.
- Nenabush : Nenaposwa, héros mythologique, magicien qui se déplace sur le dos d'une tortue géante.
- Tabaldak : Tepelemewak (Abénaki), « le Possesseur », le premier des quatre maîtres du Monde.
- Windigo : Wintekowa, littéralement « À l'apparence d'un hibou », un ogre ou géant mythologique, l'esprit du monde souterrain et de la saison froide
- Winonah : (Wabanana/Wapananah), Wapanathankwa, L'Étoile du Matin, la planète Vénus, esprit féminin de l'aurore, la reine du petit peuple des papillons, insectes et esprits des lieux.

## Sources
- (en) American Society for Ethnohistory
- Reportage Mémoire Battante, réalisé par Arthur Lamothe en 1983 dans le nord du Québec, où sont présentés les différents rituels des Montagnais
- Lefebvre, Madeleine, Tshakapesh : récits montagnais-naskapi, 2e éd. rev. et corr., Ministère des affaires culturelles, Québec, 1972
- Day, Gordon M. Western Abenaki Dictionary. Mercury Series, Canadian Ethnology Service, paper 128, The Canadian Museum of Civilization, Gatineau, Quebec, 1994
- Hewson, John. A Computer-Generated Dictionary of Proto-Algonquian. The Canadian Museum of Civilization, Gatineau, Québec 1993